# Universitätsschule (Bayern)
Eine Universitätsschule (auch „Universitäts-Schule“) ist in Bayern eine öffentliche Schule, die besonders eng mit der Universität im Rahmen der Ausbildung von Pädagogen (Lehrerausbildung) zusammenarbeitet.

## Universitätsschulen in Bayern
In Bayern wurde der Begriff der Universitätsschule durch eine Regierungserklärung von Kultusminister Ludwig Spaenle im März 2009 im Bayerischen Landtag populär. Bei der Universitätsschule gehen „Hochschule und Schulwirklichkeit eine produktive Verbindung“ ein, um „eine optimale Vernetzung von Studium und Schule, Theorie und Praxis in der ersten und zweiten Phase der Lehrerbildung zu erreichen“. An der Universität Erlangen-Nürnberg wurde in enger Zusammenarbeit mit dem Kultusministerium, Seminarlehrern des Studienseminars Nordbayern sowie Schulleitern aus der Region von Karl Wilbers vom Lehrstuhl für Wirtschaftspädagogik und Personalentwicklung ein Konzept für die Universitätsschule erarbeitet. Seit Oktober 2009 sind alle Studierenden im Nürnberger Masterstudiengang Wirtschaftspädagogik verpflichtet, an diesem Programm teilzunehmen. Drei Seminarschulen aus dem regionalen Umfeld der Universität wurden dabei zu Universitätsschulen:
- Berufliche Schule 4 der Stadt Nürnberg
- Berufliche Schule 6 der Stadt Nürnberg
- Ludwig-Erhard-Schule Fürth

Für Studierende der Elektrotechnik/Metalltechnik an der Universität Erlangen-Nürnberg wurde im Oktober 2010 eine weitere Seminarschule in das Universitätsschulkonzept aufgenommen:
- Berufsschule Erlangen

Im Zentrum der Zusammenarbeit steht das mediengestützte Selbststudium in studentischen Stammgruppen, die Unterstützung durch Lehrkräfte an der Schule sowie sog. Präsenzblöcke an der Universität. Als ein Ergebnis dieses Netzwerks wurde 2012 die Publikation „Wirtschaftsunterricht gestalten“ (Lehrbuch und Toolbox) vorgestellt. Die Plattform „wirtschaftsunterricht-gestalten.de“ zu diesem Lehrbuch ist die erste frei zugängliche Bildungsressource (OER) in diesem Bereich.
Ebenfalls seit Herbst 2009 vertiefen die Studierenden des Bamberger Wirtschaftspädagogik-Lehrstuhls die traditionell intensiven Praxiskontakte forschungsorientierter Unterrichts- und Schulentwicklung an folgenden Universitätsschulen:
- Staatliche Berufsschule III Bamberg
- Staatliche Berufsschule II Bayreuth
- Staatliches Berufliches Schulzentrum Forchheim
- Staatliche Berufsschule Schwabach und Städtische Wirtschaftsschule Schwabach

Das Bamberger Universitätsschulkonzept fördert und fordert den studienbegleitenden, regelmäßigen Kontakt der Studierenden zur schulischen Praxis über Schnupper- und Schulpraktika, aber insbesondere durch theoriegeleitete und empirisch geprüfte Praxisprojekte in der Masterphase. Allerdings sollen die Studierenden die Praxis nicht unreflektiert übernehmen, sondern diese kritisch im Sinne eines kontinuierlichen Verbesserungs- und Veränderungsprozesses verstehen und zunehmend (mit–)gestalten lernen. Kriterien hierfür bieten sowohl die Reflexion ökonomischer und gesellschaftlicher Prozesse als auch Erkenntnisse aktueller fachdidaktischer, Lehr-Lern- und neurobiologisch-medizinischer Forschung. Hierzu stehen Patenlehrkräfte, Seminarlehrer und universitäre Ansprechpartner in einem engen Austausch und entwickeln gemeinsame Projekte, welche die Unterrichtskonzeptionen, die Schularbeit und das Schulleben transparent, nachvollziehbar und überprüfbar konsolidieren oder auch verändern und so entsprechende verantwortbare, systematische Rückbindungen in der Aus- und Weiterbildung von Handelslehrpersonen zulassen.
Für Studierende des Studiengangs „Berufliche Bildung, Fachrichtung Metalltechnik“ der Universität Bayreuth wurde im August 2011 die
- Staatliche Berufsschule I Bayreuth (BS I)

zur Universitätsberufsschule des Lehrstuhls Metallische Werkstoffe der Fakultät für Ingenieurwissenschaften (Lehrstuhlleitung Uwe Glatzel) berufen.
Kennzeichnend für das Konzept der BS I Bayreuth ist die enge räumliche und personelle Verzahnung von Hochschule und Schulwirklichkeit. Der Schulleiter, der Seminarlehrer und der Schulpsychologe der BS I sind gleichzeitig Dozenten an der Hochschule. Das an der BS I angesiedelte Seminar Metalltechnik ermöglicht durch gemeinsame Unterrichtsversuche und wissenschaftliche Arbeiten von Studierenden und Referendaren eine optimale Vernetzung von Studium und Schule, Theorie und Praxis in der ersten und zweiten Phase der Lehrerbildung. Erkenntnisse aus dem Studium werden in eigenen Lehrversuchen umgesetzt, die gemeinsam mit den Dozenten evaluiert und zum Anlass für eine weitere wissenschaftliche Vertiefung genommen werden.
Seit dem Sommersemester 2015 ist auch die Berufliche Schule 9 der Stadt Nürnberg Universitätsschule des Lehrstuhls für Wirtschaftspädagogik und Personalentwicklung der Friedrich-Alexander-Universität Erlangen-Nürnberg, Prof. Karl Wilbers.
In Bayern sollen weitere Universitätsschulen eingerichtet werden.